# アンドリュー・ラッセル
アンドリュー・トッド・ラッセル（Andrew Todd Russell, 1984年4月27日 - ）は、オーストラリア・メルボルン出身の元プロ野球選手。

## 経歴
2011年に、傘下アドバンスAのリンチバーグ・ヒルキャッツで33試合に登板し、2勝2敗、防御率4.67を記録した。
2012年は、傘下AAのミシシッピ・ブレーブスで開幕を迎えた。ここでは、34試合に登板し、5勝1敗、防御率2.35を記録している。その後、傘下AAAのグウィネット・ブレーブスに昇格した。ここでは、20試合に登板し、1勝1敗、防御率1.75を記録した。
2013年は、開幕前に第3回WBCオーストラリア代表に選ばれた。シーズンでは、傘下AAのミシシッピ・ブレーブスで開幕を迎えた。ここでは、28試合に登板し、4勝1敗、防御率2.27を記録した。その後、傘下AAAのグウィネット・ブレーブスに昇格した。ここでは、28試合に登板し、2勝5敗、防御率3.86を記録した。
2014年は、開幕を傘下AAAのグウィネット・ブレーブスで迎えた。この年は、4試合に登板した。